# بوتورچه
بوتورچه (به بلغاری: Boturche) یک منطقهٔ مسکونی در بلغارستان است که در ایوالوفگراد واقع شده‌است.